# بیلیگا-موسی
بیلیگا-موسی شهری در شهرستان ناسره در استان بام در بورکینافاسوی شمالی است و جمعیت آن ۲۴۳۶ نفر است.